# Atarba (Atarba) circe
Atarba (Atarba) circe is een tweevleugelige uit de familie steltmuggen (Limoniidae). De soort komt voor in het Neotropisch gebied.